# Columbus (Schiff, 1774)
Die Columbus war eine 28-Kanonen-Fregatte der amerikanischen Kontinentalmarine, die zwischen 1775 und 1778 in Dienst stand.

## Geschichte
Im Rahmen des beginnenden amerikanischen Unabhängigkeitskriegen gab es von Seiten der Amerikaner Bestrebungen zum Aufbau eigener Seestreitkräfte, um die britischen Marine bekämpfen zu können. Hierfür wurde im November 1775, für die einen Monat zuvor gegründete Kontinentalmarine (engl. Continental Navy), ein 1774 mit dem Namen Sally in Philadelphia gebautes Handelsschiff übernommen und unter Captain Abraham Whipple als Kriegsschiff in Dienst gestellt.
Zwischen dem 17. Februar und 8. April 1776 gehörte das Schiff zum Verband von Commodore Esek Hopkins. Mit diesem nahm es ab dem 3. März am Überfall auf Nassau (Bahamas) teil, welcher zu einer zweiwöchigen Besetzung der Stadt führte. Am 17. März verließ das amerikanische Geschwader das Gebiet um die Bahamas und segelte nach Rhode Island. Auf der Reise konnten am 4. und 5. April der britische Schoner Hawk und die Brigg Bolton aufgebracht werden. Des Weiteren lieferte man sich am 6. April ein dreistündiges ergebnisloses Gefecht mit dem britischen 20-Kanonen-Schiff Glasgow vor Block Island (Seegefecht bei Block Island). Später im Jahr war die Columbus vor der Küste Neuenglands aktiv, wobei sie fünf britische Schiffe als Prisen nehmen konnte.
Am 27. März 1778 passierte die Columbus Point Judith bei Narragansett (Rhode Island). Hierbei wurde sie durch ein britisches Geschwader gestellt, vor welchem die Besatzung die Flagge stich. Anschließend verbrannten die Briten das Schiff.

## Technische Beschreibung
Die Columbus war als Batterieschiff mit einem durchgehenden Geschützdecks konzipiert. Sie war ein Rahsegler mit drei Masten (Fockmast, Großmast und Kreuzmast). Der Rumpf schloss im Heckbereich mit einem Heckspiegel, in den eine Galerie integriert war, die in die seitlich angebrachten Seitengalerien mündeten. Die Besatzung hatte eine Stärke von 220 Mann. Die Bewaffnung bestand bei Indienststellung aus 28 Kanonen.
|      | Batteriedeck   | Achterdeck     | Kanonen (Geschossgewicht) |
| ---- | -------------- | -------------- | ------------------------- |
| 1775 | 18 × 9-Pfünder | 10 × 6-Pfünder | 28 Kanonen (50,34 kg)     |

## Bemerkungen
1. ↑  Die Klassifizierung als Fregatte erfolgte an hand der aufgeführten Quellen. Ähnliche Schiffe der französischen Marine (Coquette-Klasse) oder britischen Marine (Sphinx-Klasse) wurden als Korvette oder Post ship/Sixth Rate klassifiziert.